# Norwich Union Open
Norwich Union Open — пригласительный снукерный турнир, проходивший 1970-х годах в Англии.
В этом турнире могли принимать участие как профессионалы, так и любители. Он проводился дважды (в 1973 и 1974 годах), и оба раза победителем становился Джон Спенсер. В турнире 1973 года участвовали 24 игрока, в то время как в 1974-м их количество сократилось до 16.
Все матча проходили в Piccadilly Hotel, Лондон. Спонсором турнира была компания Norwich Union.

## Победители
| Год  | Победитель   | Финалист    | Счёт | Приз победителю |
| ---- | ------------ | ----------- | ---- | --------------- |
| 1973 | Джон Спенсер | Джон Палмен | 8:7  | £ 1 000         |
| 1974 | Джон Спенсер | Рэй Риардон | 10:9 | £ 1 500         |